# خدمات مدیریت‌شده
خدمات مدیریت شده، (به انگلیسی: Managed services) روش و راهبردی برای کاهش دادن هزینه‌ها و تقسیم ریسک عملیاتی با یک فرد یا سازمان، مورد استفاده شرکت‌ها قرار می‌گیرد. برون‌سپاری خدمات علاوه بر کاهش ریسک و هزینه‌های عملیاتی، باعث افزایش تمرکز برون‌سپار بر کسب‌وکار اصلی خود می‌گردد. این امر با کاهش مشکلات پرسنلی اعم از جذب، نگهداری و مدیریت پرسنل متخصص انجام می‌پذیرد.
مهم‌ترین وظیفه ارائه‌دهنده خدمات مدیریت شده فناوری اطلاعات، علاوه بر تمرکز بر انجام امور فنی به بهترین نحو ممکن، فراهم آوردن متخصصین با دانش‌های فنی گوناگون است، تا بتواند محدوده گسترده‌ای از خدمات را به مشتریان خود ارائه نماید.

## تاریخ و تکامل
تکامل MSP از دهه ۱۹۹۰ با ظهور ارائه دهندگان خدمات برنامه (ASP) که به زمینه‌سازی پشتیبانی از راه دور از زیرساخت‌های فناوری اطلاعات کمک کردند، آغاز شد. دامنه خدمات MSP از تمرکز اولیه نظارت و مدیریت از راه دور سرورها و شبکه‌ها شامل مدیریت دستگاه تلفن همراه، امنیت مدیریت شده، مدیریت فایروال از راه دور و امنیت به عنوان سرویس و خدمات چاپی مدیریت شده می‌شود. در حدود سال ۲۰۰۵، کارل دبلیو پالاچوک، امی لوبی (بنیانگذار شبکه خدمات ارائه دهنده خدمات مدیریت شده توسط High Street Technology Ventures) و اریک سیمپسون (دانشگاه ارائه دهنده خدمات مدیریت شده) اولین مدافعان و پیشگامان مدل تجارت خدمات مدیریت شده بودند.
اولین کتابها با موضوع خدمات مدیریت شده: توافق‌نامه خدمات برای مشاوران SMB: راهنمای شروع سریع خدمات مدیریت شدهو راهنمای تمرین موفقیت‌آمیز خدمات مدیریت شده به ترتیب در سال ۲۰۰۶ توسط Palachuk و Simpson منتشر شد. از آن زمان، مدل کسب و کار مدیریت شده در میان شرکت‌های سطح سازمانی جایگاه خود را کسب کرده‌است. همان‌طور که جامعه فروشنده ارزش افزوده (VAR) به سطح بالاتری از خدمات تبدیل شد، مدل خدمات مدیریت شده را متناسب و مطابق با شرکتهای SMB تنظیم کرد.
در اقتصاد جدید، تولیدکنندگان فناوری اطلاعات در حال دور شدن از فروش مجدد «تغییر جعبه» به سمت ارائه خدمات سفارشی و مدیریت شده هستند. در این انتقال، صورتحساب و فرایندهای فروش خدمات غیر مشهود به عنوان چالش‌های اصلی فروشندگان سنتی به نظر می‌رسد.
انتظار می‌رود بازار خدمات مدیریت شده از ۱۵۲٫۴۵ میلیارد دلار در سال ۲۰۱۷ به ۲۵۷٫۸۴ میلیارد دلار در سال ۲۰۲۲ رشد کند که نشان دهنده رشد ۱۱٫۱٪ است. با هدایت فناوری اطلاعات در کلیه عملیات تجاری، اهمیت همترازی خدمات فناوری اطلاعات مدیریت شده با تمام سطوح در یک سازمان برای اطمینان از قابلیت اطمینان و تداوم اهداف تجاری افزایش یافته‌است.